# Stefan Johansson
Stefan Nils Edwin Johansson (Växjö, 8 september 1956) is een voormalig Zweeds autocoureur. Hij maakte zijn Formule 1-debuut in 1980 bij Shadow en nam deel aan 103 Grands Prix. Hij behaalde 12 keer het podium en scoorde 86 punten.

## Formule 1
Hij belandde in de Formule 1 via de Britse Formule 3, die hij won in 1980. Hij maakte zijn debuut in de Formule 1 bij Shadow op 13 januari 1980, hoewel hij gelijktijdig ook nog in de Formule 3 reed. Zijn races in de Formule 1 waren echter bijzonder slecht, waardoor zijn fulltime debuut in de raceklasse er pas kwam in 1983. Hij ging voor het Spirit-team rijden dankzij zijn binding met Honda. In 1984 verving hij in de helft van het seizoen de geblesseerde Martin Brundle bij Tyrrell. Toen die terugkwam ging hij voor Toleman rijden. Hij kon bij het team blijven in 1985 maar Toleman vond geen bandenleverancier. Johansson ging in plaats voor Tyrrell rijden voordat hij in de helft van het seizoen René Arnoux mocht gaan vervangen bij Ferrari. Hij leidde zijn tweede race, maar viel twee ronden voor het einde zonder benzine uit.
In 1985 werd hij teamgenoot van Michele Alboreto als tweede rijder bij Ferrari, maar in 1986 was hij vaak sneller dan zijn teamgenoot. In 1987 stapte hij over naar McLaren, waar hij teamgenoot van Alain Prost werd. In 1988 werd hij daar echter weer vervangen door Ayrton Senna. Topteams waren niet meer geïnteresseerd in Johansson omdat hij, ondanks elf podia in drie seizoenen, nog geen enkele overwinning had behaald.
Hij ging dan voor Ligier rijden, naast Arnoux. De wagen was echter niet competitief en Johansson scoorde geen punten. Hierop ging hij voor Onyx rijden, waar hij derde werd in de Grand Prix van Portugal. Hij kwam echter in conflict met teambaas Peter Monteverdi waardoor hij het team moest verlaten. Hij reed hierop zonder al te veel succes nog bij AGS en Footwork.

## Cart
In 1992 ging hij in de CART rijden, waar hij Rookie of the Year werd met twee derde plaatsen. Hij behaalde een pole-position in 1993 in Portland maar won net als in de Formule 1 nooit een race. Tussen 1992 en 1996 was zijn beste resultaat een 11de eindklassering. In 1996 was hij ook betrokken in het ongeluk dat Jeff Krosnoff het leven kostte.

## Latere carrière
Hij keerde na zijn carrière in Amerika terug naar autoraces als de 24 uur van Le Mans. In 1997 won hij twee belangrijke races: de 12 uur van Sebring en de 24 uur van Le Mans. In 1998 en 1999 waren de teams waarvoor hij reed niet competitief maar in 2000 startte hij met de Amerikaanse zakenman Jim Matthews het Johansson-Matthews-team. Ze namen deel in de American Le Mans Series, maar ook dit was geen succes. In 2001 en 2002 reed hij in een Audi R8.
In 2003 zette hij zijn eigen CART-team op: het American Spirit Team Johansson met als rijders Jimmy Vasser en Ryan Hunter-Reay. Het was een van de vele nieuwe teams en bleek ondergefinancierd. Hunter-Reay scoorde wel een toevallige overwinning in een regenrace in Australië, maar het team werd opgedoekt.
Johansson ging zelf opnieuw rijden in 2005 in de Grand-Am. Een jaar later nam hij dan weer deel aan de Grand Prix Masters. In 2007 ging hij weer in de American Le Mans Series rijden en hij reed ook de 24 uur van Le Mans.
Naast het racen is Johansson ook een zakenman en is hij bekend door zijn horloge-ontwerpen.